# ГЕС Киадат
ГЕС Киадат (в'єт. Cửa Đạt) — гідроелектростанція у провінції Тханьхоа на півночі В'єтнаму. Розташована після ГЕС Hủa Na і становить нижній ступінь каскаду на річці Тю, правій притоці Ма, яка впадає до Південно-Китайського моря в місті Тханьхоа.
У межах проекту річку перекрили кам'яно-накидною греблею з бетонним облицюванням висотою 119 метрів та довжиною 1023 метра, яка потребувала 10 млн м3 матеріалу. На час будівництва воду відвели за допомогою тунелю довжиною 0,8 км з діаметром 9 метрів. Разом з двома допоміжними дамбами висотою 20 та 40 метрів гребля утримує водосховище з об'ємом 1364 млн м3 (корисний об'єм 1070 млн м3).
Пригреблевий машинний зал обладнали двома турбінами загальною потужністю 97 МВт, які при напорі від 46 до 89 метрів повинні забезпечувати виробництво 430 млн кВт-год електроенергії на рік.
Відпрацьована вода повертається у річку по каналу довжиною 0,3 км.
Видача продукції відбувається по ЛЕП, розрахованій на роботу під напругою 110 кВ.
Окрім виробництва електроенергії, комплекс забезпечує стабілізацію зрошення на 87 тисячах гектарів та водопостачання 2,5 млн осіб.